# Jo Myong-rok
Jo Myong-rok (조명록?, McCune-Reischauer: Cho MyŏngrokLR) (Yŏnsa, 12 luglio 1928 – Pyongyang, 6 novembre 2010) è stato un generale e politico nordcoreano.

## Biografia
Nato a Yonsa, Provincia del Hamgyŏng Settentrionale, entrò nelle Forze armate della Corea del Nord nel 1950, scalandovi i ranghi e diplomandosi alla scuola d'aviazione. Partecipò alla Guerra di Corea come pilota, quindi fu promosso a maggiore generale nel 1954 ed ottenne il comando dell'aviazione nordcoreana nel 1977, rimanendovi fino al 1995; nel 1992 fu promosso generale d'armata.
Membro del Comitato centrale del Partito del Lavoro di Corea e della sua Commissione militare centrale dal 1980, nel 1995 divenne vicemaresciallo e direttore dell'Ufficio politico generale, organo che gestisce il controllo politico del Partito sulle forze armate.
Nel 1993 divenne primo vicepresidente della Commissione di Difesa Nazionale e quindi secondo in comando di Kim Jong-il stesso. Ricoprì questa carica fino alla morte. Nel 2000 fu a capo di una delegazione ufficiale nordcoreana che si recò in visita negli Stati Uniti, evento più unico che raro per via dei difficili rapporti che intercorrono fra i due paesi.
Alla conferenza del Partito tenutasi il 28 settembre 2010 venne anche nominato membro del Presidium dell'Ufficio politico del Comitato centrale del Partito, il massimo organo decisionale composto da 5 membri, fra cui Kim Jong-il. Morì poco più di un mese dopo, il 6 novembre, per attacco cardiaco.